# Stephan Posthumus von Ungarn

Historisches Wappen des Herzogtums Slavonien

Stephan Posthumus von Ungarn (* 1236 in Wehrda, Thüringen; † nach dem 10. April 1271 in Venedig) war der jüngste Sohn von König Andreas II. von Ungarn und seiner dritten Ehegattin Beatrix von Este. Er war Herzog von Slavonien und ein Patrizier Venedigs.

## Leben
Stephan war Prinz aus dem Hause der Arpaden und Herzog von Slawonien. Er kam als jüngster Sohn erst nach dem Tode seines Vaters, des Königs Andreas II. von Ungarn zur Welt. Deshalb erhielt er auch den Beinamen Posthumus. Die Legitimität seiner Geburt wurde jedoch von seinen wesentlich älteren Brüdern (den späteren) König Bela IV. und Kálmán († 1241) angezweifelt. Bela, der von seiner aus Griechenland stammenden Frau Maria Laskaris von Nizäa gegen Beatrix zusätzlich aufgestachelt wurde, betrachtete das Kind als einen Bastard und lehnte es ab ihn als Mitglied des Arpaden-Hauses anzuerkennen. Sie unterstellten seiner schwangeren Mutter Beatrix von Este die Ehe mit einem Höfling gebrochen zu haben und kerkerten sie ein. Am Begräbnistag von Andreas II. erschien (in Auftrag Kaiser Friedrichs II.) eine kaiserliche Abordnung, die ihr die Flucht nach Deutschland ermöglichte. Sie kam nach Wehrda (das damals zu Thüringen gehörte) und gebar 1236 dort ihren Sohn.
Sechs Monate später ritt sie von Thüringen in ihre italienische Heimat Ferrara, wobei sie die ganze Zeit hindurch den Neugeborenen in einem Korb liegend, vor sich auf ihrem Pferdesattel hielt.
Beatrix starb 1245 in Kloster Gemola (bei Baone), als der Knabe erst neun Jahre alt war. Deshalb wurde er am Hofe seines Großonkels Azzo VII. d’Este erzogen und zum Ritter ausgebildet. Zu jener Zeit begegneten ihm zahlreiche Ungarn, die von einer Pilgerreise aus Rom in ihre Heimat zurückkehrten. Von diesen erfuhr er über die politischen Verhältnisse in Ungarn. Bei solchen Gelegenheiten wurde ihm seine königliche Abstammung aus dem Hause der Arpaden bewusst, wodurch sein Wunsch auf den ungarischen Thron zu gelangen genährt wurde.
Der einzige Sohn Azzos, Rinaldo I. (* 1221, † 1251) führte ein sehr ausschweifendes Leben, er war Trinker und ein entschiedener Gegner Kaiser Friedrichs II. Deshalb wurde er von diesem zusammen mit seiner Frau Adelaide da Romano gefangen genommen und 1251 im Gefängnis vergiftet.
Rinaldo hatte jedoch einen unehelichen Sohn mit einer neapolitanischen Wäscherin – später erhielt dieser den Namen Obizzo. Der Großvater nahm das vierjährige Kind zu sich und setzte es zum Erben und Thronfolger ein und kämpfte für seine Anerkennung. Papst Innozenz IV. legitimierte ihn 1252, kurz nachdem seine Mutter ertränkt worden war. Dadurch wurden die Hoffnungen von Stephan (welcher in dieser Zeit der einzige legitime männliche Erbe des Hauses d’Este war) auf den Thron zunichtegemacht. Stephan versuchte seine Thronansprüche trotzdem mit Hilfe von Getreuen zu behaupten und plante einen Überfall auf Ferrara. Dieser wurde jedoch von Azzo VII. vereitelt. Darauf floh Stephan an den Hof von Peter Traversari nach Ravenna. Dort heiratete er dessen Tochter Elisabeth, mit welcher er auf Wunsch seiner Mutter bereits seit seiner Kindheit verlobt war. Elisabeth starb nur nach kurzer Ehe bei der Geburt ihres Sohnes Stephan im Jahre 1264.
Nach der Schlacht von Parma wurde auch Ravenna von den Welfen, mit welchen auch Azzo VII. verbündet war, besetzt (es war die Zeit der oberitalienischen Kriege zwischen Kaiser Friedrich II. und den Päpsten) sah sich Stephan gezwungen zu der Familie seiner Halbschwester Violante von Ungarn, die Königin von Aragon war, zu fliehen.
Nach seiner Rückkehr ging er nach Venedig, wo er Tomasina Morosini, die Tochter eines venezianischen Patriziers um das Jahr ~1263 heiratete. Aus der Ehe ging ein Sohn hervor. Er erhielt nach dem Vater Stephans den Namen Andreas. Später ging er als König Andreas III. von Ungarn in die Geschichtsbücher ein.
Im Jahre 1270 kam es erneut zu einem Konflikt zwischen den Böhmenkönig Přemysl Ottokar II. und den König Stephan V. von Ungarn. Stephan Posthumus schloss sich dem Heer des Böhmenkönigs in der Hoffnung an, dass es ihm gelingen würde auf diese Weise den ungarischen Königsthron zu erobern. Ein in Preßburg geschlossener Friede der beiden Kriegsparteien machte seine Hoffnungen jedoch zunichte, da der Böhmenkönig durch die Friedensverhandlungen gezwungen war ihm als Verbündeten zu entlassen. Enttäuscht kehrte Stephan nach Venedig zurück, wo er kurze Zeit danach auch starb.
Stephan wurde in der Familiengruft der Morosinis in der Kirche St. Michael zu Venedig mit großem Pomp beigesetzt.
Im Jahre 1882 fanden Historiker in einem Venediger Archiv ein Testament von Stephan, welches das Datum vom 10. April 1271 trägt. In diesem Testament setzte er seinen Sohn Andreas als Universalerben ein, außerdem bedachte er noch zweier unehelichen Söhne mit höheren Geldbeträgen.

## Bericht aus derChronica deGestis Hungarorum(der Ungarischen Bilderchronik des Markus von Kált aus dem Jahre 1358)
„Nach dem Tode des Königs Andreas wollte die Königin zu ihren Verwandten zurückkehren. Sie berief also die Großen des Königreiches Ungarn, die Erzbischöfe und Bischöfe, und sie zeigte ihnen offenbare Beweise dafür, daß sie gesegneten Leibes war, und so kehrte sie in ihr Land Este zurück. Dort gebar sie bei ihrem Vater einen Sohn, der in der Taufe den Namen Stephan erhielt. Er wurde erzogen und unterrichtet als ein Sohn des ungarischen Königs. Als sein Großvater schon sehr alt war, wollte der Enkel seine Markgrafschaft mit List usurpieren, aber der Großvater wurde wieder gesund und vertrieb ihn. So floh Stephan nach Spanien zu Jakobus, dem König von Aragonien, der eine Schwester Stephans, die Tochter des ungarischen Königs Andreas, zur Frau hatte. Eine Zeitlang lebte er dort, und dann kehrte er nach Italien zurück, wo er durch die Bürger von Ravenna zu ihrem Podestả  gewählt wurde. Nachdem man ihn dort vertrieben hatte, kam er nach Venedig. Da gab ihm ein Mann, ein Bürger der Stadt Venedig, der sehr mächtig und reich war, seine Tochter zur Frau und er teilte mit ihm auch alle seine Güter, da dieser Mann von ihm wusste, dass er wirklich der Sohn des ungarischen Königs war. Mit dieser Frau hatte Stephan einen Sohn, den er nach seinem Vater ‚Andreas‘ nannte.“

## Abstammungstafel mütterlicherseits
Stephan Posthumus stammt mütterlicherseits vom Adelsgeschlecht der Familie d’Este ab:
Azzo VI. d’Este (* 1170, † 18. November 1212)
1. Ehe im Jahre 1189 mit Elisa Sophia Aldobrandini († 1192)
- Aldobrandino I. d’Este (* 1190, † 2. Oktober 1215) ⚭ ?
  - Beatrix d’Este (* 1215, † 1245), Königin von Ungarn ⚭ am 14. Mai 1234 mit Andreas II. von Ungarn
    - Stephan Posthumus (* 1236, † 1271), Herzog von Slavonien ⚭ (2. Ehe) mit Tomasina Morosini (* ~ 1250, † ~1300)
      - Andreas III. König von Ungarn (* ~ 1265, † 14. Januar 1301)

2. Ehe im Jahre 1192 mit Sophia von Savoyen (* 1165, † 1202)
- Beatrice I. d’Este (* 1192, † 10. Mai 1226) Äbtissin im Kloster Gemola

3. Ehe am 22. Februar 1204 mit Alice Chatillon (* 1180)
- Constanza

- Azzo VII. d’Este (* 1205, † 16. Februar 1264) ⚭ (1. Ehe) mit Giovanna ?
  - Rinaldo I. d’Este (* 1221/ oder 1230, † 1251) ⚭ Adelaide da Romano († 1251)
    - Obizzo II. d’Este (* ~1247, † 13. Februar 1293), war ein unehelicher Sohn Rinaldos I. mit einer neapolitanischen Wäscherin.

  - Beatrice II. d’Este, Äbtissin des Klosters San Antonio in Polesine

## Familie und Nachkommen
Stephan Posthumus war zweimal verheiratet:
1. Ehe mit Elisabeth Traversari, Tochter eines Patriziers aus Ravenna († 1264)
- Sohn Stephan (* 1264; † ?)

2. Ehe mit Tomasina Morosini, Tochter eines Patriziers aus Venedig (* ~ 1250, † ~ 1300)
- Sohn Andreas (* ~ 1265, † 14. Januar 1301 in Ofen, Königreich Ungarn)

zwei außereheliche Kinder (Mütter nicht bekannt)
- N (Sohn)
- N (Sohn)